# Bústia morta USB

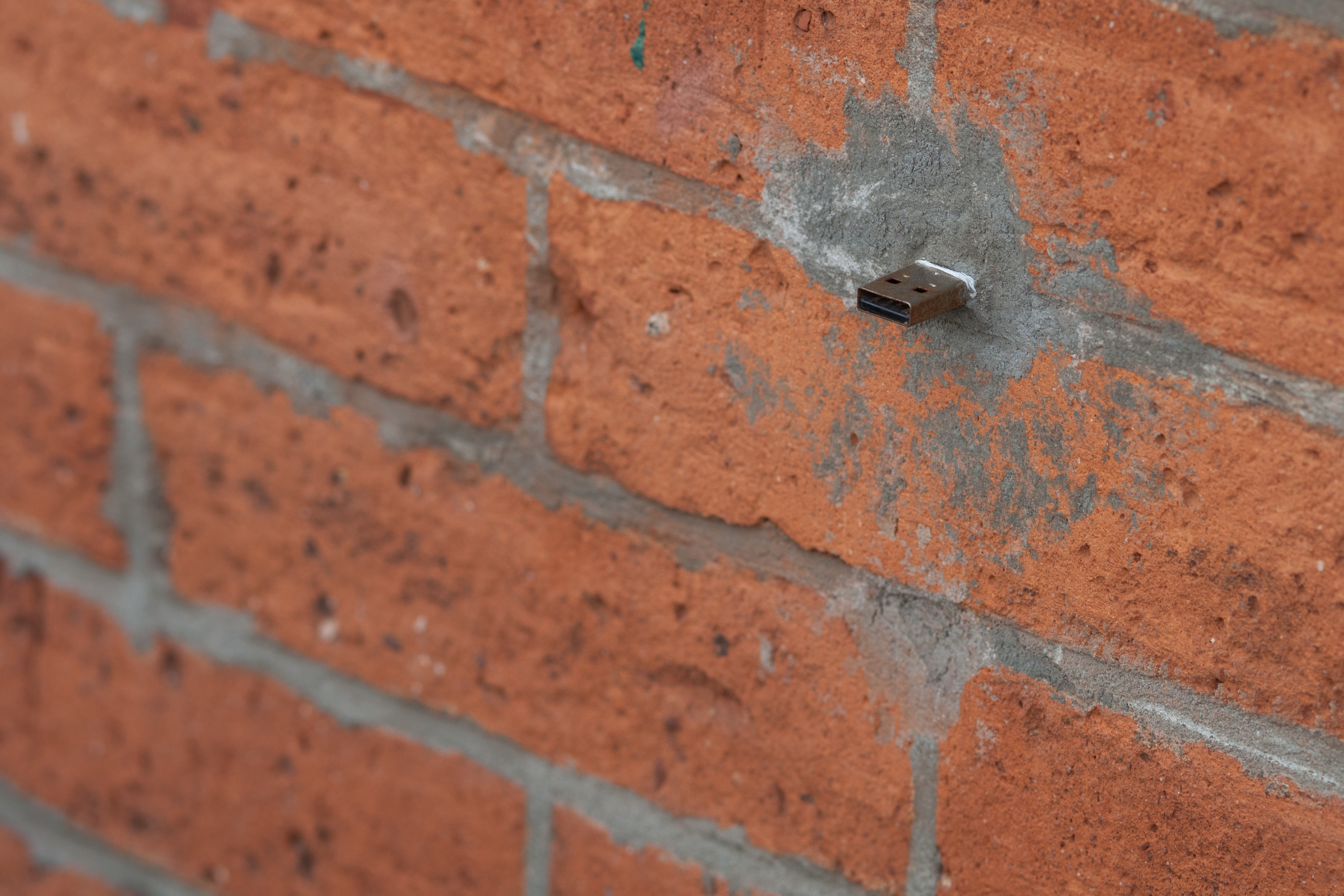
Una de les bústies mortes USB d'Aram Bartholl a Brooklyn

Una bústia morta USB o USB dead drop és una dispositiu de memòria USB fixat i accessible en un espai públic. El nom ve del mètode de bústia morta de comunicació d'espionatge. Formen una xarxa d'arxius compartits anònims d'igual a igual però no en línia.
L'artista Aram Bartholl, membre del grup d'artistes F.A.T. Lab de Nova York que promou la tecnologia col·lectiva, va crear una primera xarxa de cinc dispositius l'octubre de 2010 a Brooklyn, Ciutat de Nova York. Una xarxa similar es va posar en funcionament a Alemanya el 2009
El públic en general pot deixar o agafar arxius d'una bústia morta directament endollant el seu portàtil a la memòria USB de la paret i així compartir arxius i dades. És possible utilitzar telèfons intel·ligents i tauletes tàctils mitjançant un adaptador USB On-The-Go.
Les bústies mortes s'instal·len buides exceptuant dos arxius: deaddrops-manifesto.txt, i un readme.txt on s'explica el projecte.

## Beneficis i inconvenients
Beneficis
- Oportunitat de practicar Datalove (la paraula inventada per Telecomix)
- Compartint arxius amb una altra persona secretament.
- Compartició d'arxius PSP sense connexió sense fil.
- Connectar-se a una xarxa offline sense qualsevol connexió a internet o una adreça IP.
- Promou del reixat messaging i transferint arxius

Inconvenients
En estar disponibles públicament i privadament donen la possibilitat a qualsevol d'enregistrar i transferir dades de forma anònima i sense càrrec. No obstant, aquestes xarxes són vulnerables a les següents amenaces:
- Es podria donar el cas d'una bústia morta falsa electrificada que espatllés l'equipament que s'hi connectés o causés danys a l'usuari. Aquest risc es pot esmenar utilitzant un adaptador USB amb aïllament galvànic, el qual permet canvi de dades mentre físicament desacobla els dos circuits.
- Destrucció de programari: qualsevol pot esborrar tot de les dades mitjançant l'esborrament dels arxius o el formatatge del disc, o bé encriptar les dades i demanar una recompensa per saber la clau i desencriptar l'arxiu.
- Programari maliciós: Qualsevol pot intencionadament o involuntàriament emmagatzemar programari maliciós que pot infectar un ordinador.
- Vandalisme a la bústia morta per destrucció física: qualsevol pot destruir la gota morta de manera física amb un martell o alicates.
- Revelació: qualsevol pot revelar la ubicació d'una bústia morta privada donant les coordenades del lloc públic.
- Enderroc: les ubicacions on estan les bústies mortes poden ser enderrocades.

## Bústia a la natura
El 2013, el lloc de web instructables va publicar un text i un vídeo de com fer una bústia morta en llocs naturals com arbres i roques.

## Bústia morta sense fils
Les bústies mortes sense fil també existeixen. El PirateBox va dissenyar dins 2011, la més coneguda.